# 17913 Strode
17913 Strode è un asteroide della fascia principale. Scoperto nel 1999, presenta un'orbita caratterizzata da un semiasse maggiore pari a 2,147065 UA e da un'eccentricità di 0,126825, inclinata di 3,404070° rispetto all'eclittica.